# Gastins
Gastins település Franciaországban, Seine-et-Marne megyében. Lakosainak száma 722 fő (2022. január 1.). Gastins Pécy, Quiers, Voinsles, La Chapelle-Iger, Clos-Fontaine, Courpalay és La Croix-en-Brie községekkel határos.

## Népesség
A település népességének változása:
| Lakosok száma | 710  | 706  | 703  | 689  | 682  | 678  | 688  | 703  | 722  |
|               | 2013 | 2015 | 2016 | 2017 | 2018 | 2019 | 2020 | 2021 | 2022 |